# În căutarea lui Moș Crăciun
În căutarea lui Moș Crăciun (titlu original: Finding John Christmas) este un film de Crăciun american de televiziune din 2003 regizat de Andy Wolk. Este prima continuare a filmului TV Un oraș fără Crăciun din 2001. Rolurile principale au fost interpretate de actorii Valerie Bertinelli, David Cubitt, Peter Falk și William Russ. A avut premiera  la 30 noiembrie 2003 în rețeaua  CBS.

## Distribuție
- Valerie Bertinelli.....Kathleen McAllister
- David Cubitt.....Noah Greeley
- Peter Falk.....Max
- William Russ.....Hank McAllister
- Jeremy Akerman.....Antonovitch
- David Calderisi.....Dr. Merkatz
- Patricia Gage.....Eleanor McAllister
- Michael Hirschbach.....Dr. Flynn
- Jennifer Pisana.....Soccoro Greeley
- Maria Ricossa.....Marcy Bernard